# Eskihisar, Halkapınar
Eskihisar là một xã thuộc huyện Halkapınar, tỉnh Konya, Thổ Nhĩ Kỳ. Dân số thời điểm năm 2011 là 176 người.